# Tõravere
Tõravere est un bourg de la commune de Meeksi du comté de Tartu en Estonie .
Au 31 décembre 2011, il compte 282 habitants.